# Zuzana Števulová
Zuzana Števulová (Eslovàquia, 1984) és una advocada, professora i activista eslovaca que ajuda els migrants. Va ser la primera eslovaca en rebre el Premi Internacional Dona Coratge. És professora a la Universitat de Trnava a Eslovàquia. Ha ajudat a crear la Política d'Integració per a la República Eslovaca.
Ha fet campanya en defensa dels drets dels refugiats i els migrants que arriben a Europa i el 2016 va ser la primera eslovaca en rebre el Premi Internacional Dona Coratge a Washington DC. Ha guanyat casos importants per revocar denegacions de sol·licitud d'asil polític a Eslovàquia i per donar suport als drets dels migrants a Eslovàquia.